# Маркьори, Джованни
Джованни Маркьори (итал. Giovanni Marchiori; 31 марта 1696, Кавиола д’Агордо — 2 января 1778, Тревизо) — итальянский резчик по дереву и скульптор венецианской школы.

## Биография
Джованни Маркьори был родом из области Венето. Родился в семье Джованни Маркьори (Старшего) и Марии Маддалены Фент; его деятельность впервые засвидетельствована в контракте от 17 ноября 1708 года, по которому он начал своё обучение у венецианского резчика Джузеппе Фаноли. Ранее считалось, что Маркьори был учеником знаменитого Андреа Брустолона, но тот же документ опровергает такое предположение.
Его первой работой, вероятно, был комод для сакристии церкви в Кавиоле, созданный около 1715 года. Позднее скульптор создал и подписал деревянный бюст Адониса. Как свидетельствуют другие документы, в 1725 году Маркьори был владельцем собственной мастерской в Венеции, которая функционировала на протяжении не менее двух лет, и поступил в коллегию (профессиональную гильдию) скульпторов (collegio degli scultori).
Первой заметной работой Джузеппе Маркьори был деревянный ангел, предназначенный для кампанилы (колокольни) церкви Сан-Джорджо Маджоре в Венеции (1727, не сохранился), за которым последовали украшения для двух лодок, предназначенных для венецианского дожа. Первые скульптуры из мрамора: четыре статуи главного алтаря собора Граца датируются 1731 годом, а для приходской церкви Буе в Истрии — 1737 годом.
Между 1741 и 1743 годами Маркьори создал двадцать четыре деревянных барельефа, изображающих жизнь Святого Роха в верхнем зале Скуолы Гранде-ди-Сан-Рокко в Венеции. Работы украшают весь периметр пресбитерия и покрывают двери шкафов восемнадцатого века, в которых когда-то хранились книги и документы скуолы. Для органа церкви Сан-Рокко, помимо нескольких деревянных фигур он создал также в 1743 году мраморные скульптуры Давида с головой Голиафа и Святой Цецилии. А также 1766—1767 годах он выполнил статуи святых Херардо Сагредо и Пьетро Орсеоло для фасада той же церкви.
Около 1750 года Маркьори переехал в Тревизо. Для дворцового парка Нимфенбург (в окрестностях Мюнхена) Джованни Маркьори выполнил из каррарского мрамора статуи Кибелы и Сатурна. Обе статуи были перевезены из Тревизо через Миттенвальд в Мюнхен в 1765 году.
Джованни Маркьори, по определению В. Г. Власова, был «мастером лёгкого изысканного стиля парковой декоративной скульптуры» венецианской разновидности барокко. Его парковые статуи можно найти в разных странах мира.
В Берлине находится мраморная скульптурная группа Не прикасайся ко Мне (Noli me tangere), которая вначале была установлена в главном алтаре собора Св. Ядвиги, после 1945 года была перенесена в капеллу общины Ядвиги на кладбище в Берлине-Хоэншёнхаузене. В саду виллы Гримани-Морозини в Мартеллаго находились четыре аллегорические садовые скульптуры (около 1750 г., теперь они находятся в Морристауне, штат Нью-Джерси, США).
Маркьори скончался в Тревизо в 1778 году и был похоронен в церкви Сан-Томмазо рядом со своей женой.

## Галерея
- Дева Мария со святыми Франциском Сальским и Иоанном Непомуком. Церковь Сан-Джеремия, Венеция
- Святая Екатерина. Терракота, дерево. Муниципальный музей, Тревизо
- Святой Себастьян. Терракота. Муниципальный музей, Тревизо
- Помона. Терракота. Муниципальный музей, Тревизо
- Давид с головой Голиафа. 1743. Мрамор. Церковь Сан-Рокко, Венеция
- Цецилия Римская. 1743. Мрамор. Церковь Сан-Рокко, Венеция
- Статуя дожа, святого Пьетро Орсеоло. 1766–1767. Фасад церкви Сан-Рокко, Венеция
- Кибела. 1765. Дворцовый парк Нимфенбург
- Сатурн. 1765. Дворцовый парк Нимфенбург